# Gesticulació amb les mans
La gesticulació amb les mans una part de la comunicació no verbal. Si certs gests tenen una significació que sembla universal, molts gests conscients i deliberats no poden ser compresos sense conèixer el context social i cultural.
El decriptatge del llenguatge non-verbal és més aviat un comerç que una ciència i té molts aspectes de pseudociència. Darrere hi ha el desig de comprendre els missatges que la persona vol amagar, però es «trairia» pel llenguatge non verbal.

## Gestos conscients

### Aplaudir

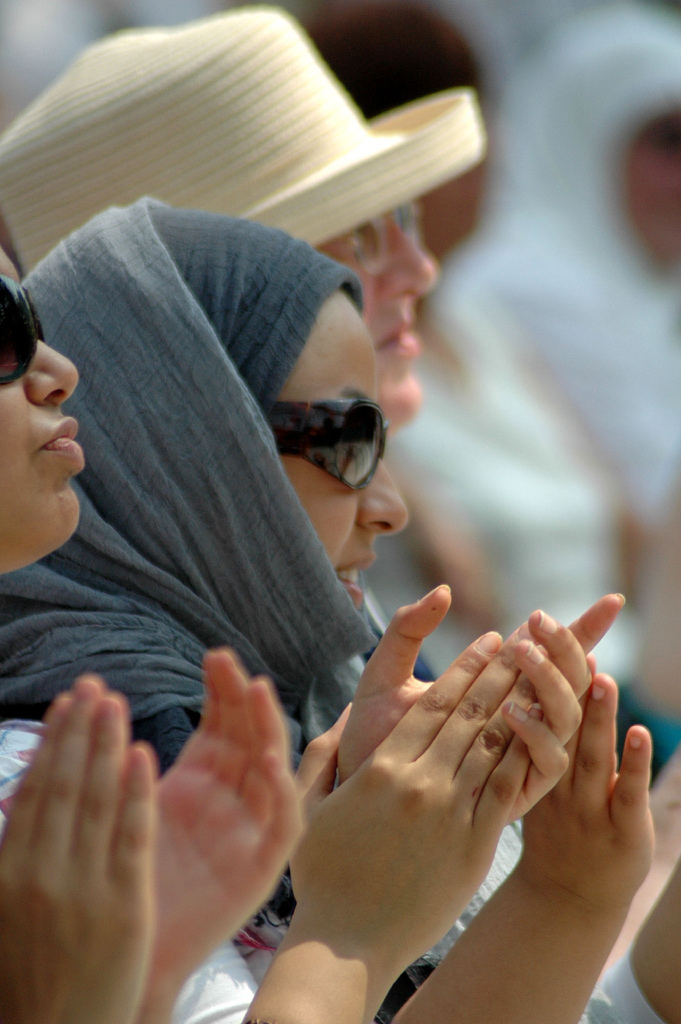
Gent aplaudeix

L'aplaudiment (batre de mans, picar de mans o fer de mans, batre o tocar les palmes, fer ballmanetes o ballmanetes) marca l'alegria i l'entusiasme. S'aplaudeix els artistes per a felicitar-los a la fi d'un espectacle o després d'un aire remarcablement interpretat. S'aplaudeix també des de les primeres mesures d'una cançó per a mostrar que es reconeix el títol i que se l'estima.
En certes cases d'òpera, no és de bon to d'aplaudir abans de la fi de l'acte.
En altres al contrari, els cantants cerquen hàbilment l'aprovació immediata al final de llur concert, – quan l'orquestra l'autoritza, al punt de sentir la manca de bravos, de crits i d'estar a punt de desmaiar-se d'admiració en la , o fins i tot abans de la fi de la melodia, com una desautorització o desaprovació.
Wagner havia prohibit els aplaudiments a la fi de Parsifal. Aquesta tradició del silenci que segueix l'obra mestra, s'és molt de temps mantinguda a Bayreuth.
En les civilitzacions orientals, la persona aplaudida s'ajunta als aplaudiments del públic. Aquest ús es difon a Occident, i pot ser comprès com una marca de prudent modèstia en el cas de grans artistes, o com a llepada, ensabonada o raspallada -afalagament baix i interessat- (en una emissió de televisió, a una hora de gran escolta).
En fi, durant una recepció oficial o mundana, s'aplaudeix l'entrada d'una personalitat que l'honra de la seva presència, per a retre-li homenatge.

### Fer petar o clacar dels dits
S'utilitza el petament de dits per a marcar un ritme o un tempo, per a prevenir, atreure l'atenció o fer-se obeir.
Per a obtenir-lo, cal:
1. plegar el dit auricular i l'anular,
2. oposar posada plana la darrera falange del polze i aquella del dit del mig,
3. exercir una lleugera pressió entre aquests dos dits,
4. fer un moviment del dit del mig cap a la palma de la mà. És el sobtat alliberament del dit del mig que produeix el petament.

Existeix també un altre mètode, que no funciona pas obligatòriament per tothom:
1. posar el polze al mig del dit índex,
2. deixar el dit del mig, un poc sortit l'extrem girat cap al palmell de la mà, guardar els altres dits corbats,
3. aplicar una forta pressió del polze sobre l'índex, que després rellisca sobre el polze i produeix el so.

### Fer la figa
Gest de burla sexual o per a conjurar o allunyar els riscs quan hom es troba amb una (presumpta) bruixa; Al Rosselló es fa d'amagat i s'acompanya d'una cantarella en veu baixa La figa te fau, guarda-la. Consisteix a tancar la mà fent sortir el dit polze entre l'índex i el dit del mig, tot tancant el puny.
1. Es col·loca el dit gros entre l'índex i el dit major tot tancant el puny.

### Alçar el dit mitger amb el puny tancat
Aquest gest impúdic és una mena d'insult d'al·lusió sexual que consisteix a aixecar el dit del mig i abaixar la resta, sobresortint en un puny clos.

### Alçar l'índex contra la boca
Aquest gest s'empra per a demanar silenci o invitar a emmudir o per tal de fer callar. Pot anar acompanyat d'una ordre o d'una onomatopeia (més ('xit/xut')) o menys lexicalitzada ('txxt').

### Girar o picar l'índex contra la templa
Aquest gest és utilitzat per a convidar a reflexionar. Es podria traduir per Serveix-te del teu cervell. Si el gest és repetit, vol indicar que la persona és boja. Aquest gest és sovint emprat per Obèlix que l'acompanya de la seva frase favorita "Són bojos, aquests romans!

### Encreuar l'índex i el del mig
Aquest gest acompanya i intensifica un desig. Dir encreuo els dits significa Tant de bo hi arribis!. Aquest gest i aquesta fórmula s'han propagat a partir de l'àrea anglosaxona i del cinema, com a signe de conjuració de les forces hostils. Reemplacen el signe de creu.
Fa que un jurament sia caduc i sense valor. 

### Orelles d'ase
Aquest gest és una mofa o burla infantil. L'índex i el dit del mig desplegats, hom posa la mà darrere del cap de la víctima, els dos dits evoquen llavors les orelles grosses d'un ase, símbol suposat de la bestiesa. Aquest gest sovint s'utilitza sense que ho sàpiga la víctima quan es pren una foto de grup.

### Anar amb el cor damunt la mà (o a la mà)
Picar-se el cor amb el pla de la mà és un signe d'afecció, o de sinceritat. Certs atletes posen la mà sobre el cor durant cerimònies esportives, quan es toca l'himne nacional.

### Llevar, alçar o aixecar el dit, el braç o la mà
Llevar el braç, l'avantbraç o tot el braç amb l'índex allargat cap amunt i els altres dits de la mà replegats o amb els dits tots junts (o només el polze separat d'aquests), és un gest corrent per a demanar la paraula o per a demostrar que es vol participar en una cosa que s'ha anunciat. És el gest dels alumnes en la classe, i dels auditors autoritzats durant un torn de premsa. Alçar la mà també és gest d'amenaçar de pegar.

### Assenyalar amb el dit
Serveix per a mostrar qualcú o qualque cosa dirigint cap a ell el dit índex.
En un context religiós, l'índex apuntat cap al cel recorda als fidels i als espectadors la tot potència divina.

### Fregar-se les mans
Gest de satisfacció dels manipuladors i dels calculadors. Hom es frega les mans quan es felicita o sent satisfacció a l'avançada per una cosa que està a punt d'ocórrer i de la qual s'espera traure profit. Fregar-se les mans pot també traduir la impaciència.

### Allargar el puny serrat cap al cel
Aquest gest és segons les circumstàncies signe de victòria, o de còlera: es reclama justícia.

### Donar copets a la galta amb el revés de la mà
Indica que pensem d'algú present que aqueix té barra, que exagera.
També es pot utilitzar per a indicar que alguna cosa com un dinar, un objecte, etc, ens ha sortit gratis, "per la cara".
Amb el palmell de la mà oberta i plana, es colpeja lleugerament diverses vegades sobre la galta.

### Ajuntar o aplegar les mans
Ajuntar les mans palma contra palma serveix a unificar el cos en el prec. Aquest gest pot també ser utilitzat en un context profà, per a acompanyar una pregària, quan s'implora humilment algú de satisfer una demanda: és una versió simplificada de la suplicació en ús en els pobles antics.

## Fer la mà enrere
És fer senyal de no voler donar res.

## Posar-se la mà al pit
Aquest gest mostra que hom reflexiona interrogant la consciència.

### Encreuar/plegar els braços, estar amb els braços plegats, estar de mans plegades
Estar o posar-se inactiu, deixar de treballar o de fer el que abans feia.

### Polze
- Polze llevat

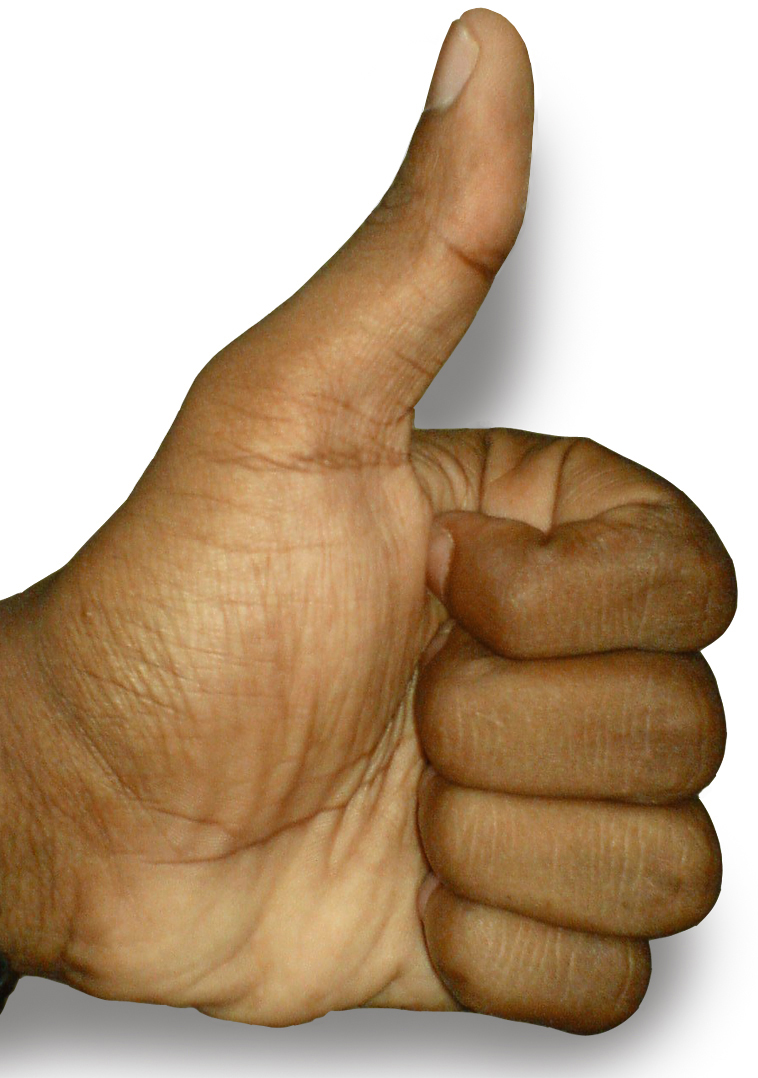
Polze llevat

El puny tancat, amb el 'polze llevat', o dirigit cap amunt és un signe d'admiració. Aquest gest és l'equivalent de "Bravo!", o de "Està molt bé, ho aprovo".
- Polze abaixat o cap avall

En canvi, el polze abaixat indica la desaprovació, i significa: "És nul!". El sentit negatiu del polze cap avall remunta a la Roma antiga. Amb aquest gest de cara a la gernació del circ, a la fi d'un combat de gladiadors, l'emperador enviava el sobrevivent a la mort. Amb el polze llevat, al contrari, li concedia la vida salva, per a satisfer la multitud que cridava en aquest sentit. Aquest símbol del polze imperial ha sigut popularitzat pel film de Jean-Léon Gérôme "Pollice verso" (polze girat cap al baix) i en llocs web com Facebook o en els comentaris de moltes pàgines web.
- Fer girar els polzes

Fer girar els polzes marca el desvagament i l'avorriment. Les dues mans ajuntades a les extremitats dels dits o els dits enredats, els polzes giren l'un al voltant de l'altre.

## Gestos útils

### Mà al front
La mà, a l'horitzontal, es recolza en el front tota la llargària del polze i de l'índex. Serveix a protegir-se del sol.

### Mà darrere l'orella
Posada verticalment, serveix a augmentar la superfície de reflexió de l'orella per a millorar la percepció del so.

## Gestos inconscients
Els gests inconscients revelen les nostres emocions, els nostres sentiments, els nostres pensaments secrets i els nostres desigs amagats. Llur interpretació depèn evidentment del context, però també de la perspicàcia de l'interlocutor (o teleespectador), i de la imaginació dels psicòlegs.

### Estrènyer els punys
Quan hom és ansiós, hom estreny els punys sense adonar-se'n. S'ha provat que quan, en els carrers de Nova York a l'estret en una vorera es creuaven de prou prop, estrenyien els punys inconscientment. 

### Mans posades a la cara
Amagar la cara en les mans tradueix ben sovint l'ansietat, un estat de cansament o d'estrès; o la intenció d'amagar la hilaritat. Tot depèn del context. També es poden portar les mans a la cara quan es menteix, o quan hom s'ha enganyat. Generalment, el gest correspon a les locucions «No tenir cara per fer una cosa» (no gosar a fer-la, per vergonya o timidesa, de vergonya, de desesperació, o en signe de preocupació, etc.) i «anar cara alta» (anar descobertament, sense amagar-se de la gent) o «caure a qualcú la cara de vergonya» (estar molt avergonyit). cf. l'expressió anglesa «amagar la cara darrere de les mans» (facepalm).

### Tenir les mans de més, que fan nosa
Quan una persona està incòmode, sovint no sap què fer amb les mans.